# Protocole de Genève
Ne doit pas être confondu avec Conventions de Genève.
- États parties sans réserves
- États parties ayant retiré leurs réserves
- États parties avec réserves implicites
- États parties ayant émis une réserve
- États non-parties

Le Protocole concernant la prohibition d'emploi à la guerre de gaz asphyxiants, toxiques ou similaires et de moyens bactériologiques (aussi appelé protocole de Genève) est le premier texte international à interdire l'utilisation des armes chimiques et des armes biologiques dans les conflits armés internationaux. Le Protocole est ouvert à la signature le 17 juin 1925 lors de la conférence sur le contrôle du commerce international des armes et des munitions à Genève et entre en vigueur le 8 février 1928.

## Adhésion
À la date du 1er août 2008, le Protocole compte 135 États parties et un État signataire, le Salvador. Aujourd'hui, on considère généralement que le Protocole fait partie intégrante du droit international coutumier et qu'à ce titre, tous les États, parties ou non du Protocole, sont tenus par ses dispositions.

## Portée du Protocole
La portée du Protocole reste très limitée car il n'interdit pas la production, le développement, l'acquisition et le stockage des armes chimiques et biologiques. De plus, il ne prévoit aucun régime ou système de vérification de ses dispositions. Enfin, lors de la signature du protocole, de nombreux États ont déclaré qu'ils se réservaient le droit de riposter au cas où un autre État utiliserait de telles armes à leur encontre (la plupart de ces pays ont cependant levé ces restrictions après l'entrée en vigueur de la Convention sur l'interdiction des armes biologiques et de la Convention sur l'interdiction des armes chimiques).
Aujourd'hui, la production, le développement, l'acquisition, le stockage et l'utilisation des armes chimiques et biologiques sont interdits par la Convention sur l'interdiction des armes biologiques signée en 1972 et par la Convention sur l'interdiction des armes chimiques signée en 1993.

## Historique
Lors de la Première Guerre mondiale, les troupes françaises et allemandes utilisent de manière extensive des armes chimiques, et notamment du chlore, du phosgène et de l'ypérite sous forme gazeuse. L'utilisation massive de ces armes (plus de 124 000 tonnes d'agents chimiques sur l'ensemble du conflit) cause la mort de 90 000 personnes et en blesse près d'un million.
Après le conflit, le traité de Versailles interdit à l'Allemagne vaincue d'importer ou de développer des armes chimiques. Des traités aux dispositions similaires sont signées pour l'Autriche, la Bulgarie et la Hongrie.
C'est finalement en 1925 lors de la Conférence sur le contrôle du commerce international des armes et des munitions que la France propose un Protocole interdisant l'utilisation des armes chimiques. Le texte est élargi aux armes biologiques sur proposition de la Pologne.